# 弗勒東鎮區 (新澤西州)
弗勒東鎮區（英語：Fredon Township）是位於美國新澤西州蘇塞克斯縣的一個鎮區。

## 地方資料
弗勒東鎮區的面積為46.40平方千米，當中陸地面積為45.69平方千米，而水域面積為0.71平方千米。根據2020年美國人口普查的數據，當地共有人口3235人，而人口密度為每平方千米69.72人。